# Pelkins Ajanoh
 (octobre 2021).
Pelkins Ajanoh, né à Limbé est un scientifique, inventeur, et entrepreneur camerounais,,. Il est lauréat des bourses Paul & Daisy Soros Fellowships for New Americans.

## Biographie

### Enfance et débuts
Pelkins est né à Limbé au Cameroun. Il est diplômé du lycée avec le score le plus élevé du pays au GCE Advanced Level. Par la suite, il a immigré aux États-Unis où il a obtenu un diplôme en génie mécanique du Massachusetts Institute of Technology en 2018. Au MIT, il a reçu le prix Albert G. Hill et le prix Suzanne Berger pour les futurs leaders mondiaux,. Il poursuit actuellement un diplôme conjoint MS / MBA de la Harvard John A. Paulson School of Engineering and Applied Sciences et de la Harvard Business School,. 

### Carrière
Pelkins a développé plusieurs solutions pour les multinationales. Il a travaillé en tant que chercheur en apprentissage automatique à EDF à Paris, où il a développé des algorithmes d'apprentissage automatique qui ont trouvé des modèles entre la vitesse et l'orientation du vent, et des défauts dans le réseau électrique à l'aide de données collectées auprès des centres météorologiques et des sous-stations électriques français sur 10 ans. Il a également travaillé comme ingénieur de voitures autonomes chez General Motors, où il a breveté une nouvelle technologie pour l'étalonnage des radars pour les voitures autonomes. De plus, Pelkins a travaillé en tant que chef de produit chez Microsoft où il a utilisé Azure pour améliorer la gestion des identités, la sécurité et l'expérience d'authentification de millions d'utilisateurs de Microsoft Advertising. Il a également travaillé comme consultant associé chez McKinsey & Company.
Pelkins est aussi un entrepreneur. Il a cofondé CassVita Inc, une entreprise de produits de consommation emballés basée sur la technologie, avec son ami d'enfance,,. CassVita a inventé une nouvelle technologie pour augmenter la durée de conservation du manioc - un légume-racine tropical hautement nutritif mais qui se détériore rapidement - de 3 jours à 18 mois. Cette technologie révolutionnaire permet à CassVita de créer une catégorie alternative au blé et de responsabiliser les millions d'agriculteurs qui perdent normalement 40 % de leur récolte en raison de la détérioration rapide du manioc après la récolte.